# Małgorzata Tomporek
Małgorzata Tomporek (ur. 3 sierpnia 1978 w Łodzi) – polska koszykarka, występująca na pozycji niskiej skrzydłowej, multimedalistka mistrzostw Polski.

## Osiągnięcia
Na podstawie, o ile nie zaznaczono inaczej.

### Drużynowe
- Mistrzyni Polski (1997)[2]
- Wicemistrzyni Polski (1998, 1999)
- Brązowa medalistka mistrzostw Polski (2000)

### Reprezentacja
- Uczestniczka kwalifikacji do mistrzostw Europy U–18 (1996)[3]